# Ange-Félix Patassé

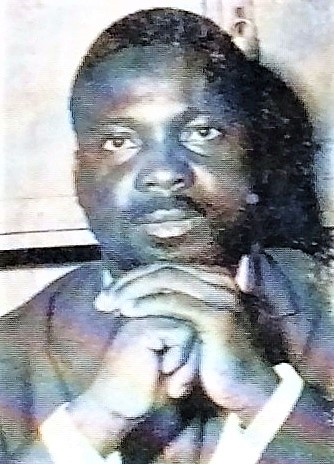
Ange-Félix Patassé

Ange-Félix Patassé (Paoua, 25 januari 1937 - Douala (Kameroen), 5 april 2011) was van 1993 tot 2003 president van de Centraal-Afrikaanse Republiek. Hij behoorde tot de Sara-Kaba-bevolkingsgroep.

## Biografie
Patassé studeerde aan de Hoge Academie voor Tropisch Afrika in Nogent-sur-Marne in Frankrijk. In 1956 sloot hij zich korte tijd aan bij de communistische partij van Centraal-Afrika. Na zijn afstuderen in 1959 keerde hij naar de Centraal-Afrikaanse Republiek terug. Hij sloot zich aan bij de MESAN, de Beweging voor de Emancipatie van Zwarte Afrikanen.
In 1965 werd Patassé directeur van het Ministerie van Landbouw en minister van Ontwikkeling in het kabinet van president David Dacko. Na de staatsgreep van generaal Jean-Bédel Bokassa op 1 januari 1966, bekleedde hij door de jaren heen diverse ministerposten.
In oktober 1976 bekeerde president Bokassa zich tot de islam. De loyale Patassé volgde het voorbeeld en nam de voornaam Mustafa aan. Op 4 december 1976 werd het Centraal-Afrikaans Keizerrijk uitgeroepen toen president Jean-Bédel Bokassa zichzelf tot keizer Bokassa I uitriep. In januari 1977 maakte keizer Bokassa zijn bekering tot de islam weer ongedaan en werd weer rooms-katholiek. Ook Patassé werd weer katholiek en nam zijn oude voornaam Ange-Félix weer aan. 
In december 1977 woonde Patassé als premier de extravagante kroningsplechtigheid van keizer Bokassa I bij. 
Patassé viel in de loop van 1978 in ongenade. In juli 1978 vertrok Patassé "voor een medische behandeling" naar Frankrijk en leefde daar in ballingschap. Hij richtte de Mouvement pour la libération du peuple centrafricain (MLPC) op. Hij stond in contact met de Fransen die van plan waren een coup te plegen en een hun welgezinde president te installeren in een herstelde Centraal-Afrikaanse Republiek. Patassé hoopte dat hij president zou worden, maar zijn vroegere lidmaatschap van de communistische partij werkte niet in zijn voordeel. De keuze van de Fransen viel op de plooibare David Dacko, de neef van Bokassa, die van 1960 tot 1965 ook al president was geweest.
Na de val van het Bokassa-regime in september 1979 werd Dacko president van de Centraal-Afrikaanse Republiek. Ange Patassé keerde naar de Centraal-Afrikaanse Republiek terug, maar werd op last van Dacko onder huisarrest gesteld, omdat hij in Patassé een potentiële tegenstander van formaat zag bij de aankomende verkiezingen. Later poogde hij naar Tsjaad te ontkomen (waar het grootste deel van zijn volk, de Sara woont) om vandaar een revolutie te ontketenen tegen Dacko. Zijn ontsnappingspoging mislukte echter. Na verloop van tijd werd zijn huisarrest opgeheven en mocht Patassé zich kandidaat stellen voor het presidentschap.
Bij de presidentsverkiezingen van 1981 werd Dacko de grote winnaar, hij behaalde iets meer dan 50% van de stemmen, net genoeg om een tweede stemronde te vermijden. Patassé behaalde 38% van de stemmen. 
Enige maanden na de presidentsverkiezingen werd David Dacko afgezet tijdens een militaire coup onder leiding van generaal André Kolingba. Kolingba verbood alle politieke partijen en dus ook Patassés MLPC. In 1982 nam Patassé deel aan een staatsgreep die mislukte. Hij wist te ontkomen naar Togo waar hij tot 1993 verbleef.
In 1993 kon Patassé terugkeren naar de Centraal-Afrikaanse Republiek en stelde hij zich kandidaat voor de eerste vrije verkiezingen sinds de semi-vrije verkiezingen van 1981. Die verkiezingen werden door Patassé gewonnen. Hij versloeg zijn voornaamste kandidaten, generaal André Kolingba van de Rassemblement Démocratique Centraficain en Abel Goumba, een veteraan-democraat van de MEDAC (Beweging voor de Democratische Evolutie van Centraal-Afrika). Op 22 oktober 1993 werd Patassé ingehuldigd als president van de Centraal-Afrikaanse Republiek.
In mei 1996 was er een gewelddadige anti-Franse revolte, gericht tegen de aanwezigheid van het Franse garnizoen (dat daar al sinds 1979 is gestationeerd). De revolte werd gesteund door generaal François Bozizé. Een revolte in 1997 werd onderdrukt door troepen uit andere Afrikaanse staten.
Bij de presidentsverkiezingen van 1999 behaalde Patassé 51,6% van de stemmen. De oppositie beschuldigde Patassé van stembusfraude. Generaal Bozizé begon een guerrillastrijd tegen de regering van Patassé. 
In 2003 bezocht president Patassé een conferentie in Niger. Tijdens zijn afwezigheid pleegde generaal  Bozizé een staatsgreep en installeerde zichzelf als president. Deze coup werd internationaal veroordeeld. Sindsdien leefde Patassé in ballingschap in Togo. Het werd hem niet toegestaan om deel te nemen aan de presidentsverkiezingen van 2004. 
Patassé werd er door de regering van generaal Bozizé van beschuldigd dat hij 70 miljoen Centraal-Afrikaanse francs had gestolen uit de schatkist.
Hij stierf in een ziekenhuis in Douala (Kameroen) op 5 april 2011.